# Olivia Olson
Olivia Rose Olson (født 21. maj 1992) er en amerikansk barneskuespiller. Hun er født og opvokset i Los Angeles. Hendes far er komedieforfatteren Martin Olson.
Hun er både sanger og skuespiller og er bedst kendt for sin rolle i filmen Love Actually, hvor hun spiller den 10-årige pige Joanna, der synger sangen "All I Want for Christmas Is You". Ifølge ekstramaterialet på dvd'en til denne film blev hun bedt om bevidst at synge lidt mindre perfekt, idet man frygtede, at publikum ikke ville tro på, at en 10-årig kunne synge så rent.
Hun lægger også stemme til Vanessa fra Phineas og Ferb.
Hun har optrådt i mange teaterforestillinger på blandt andet Comedy Central Stage, The HBO Theatre og The Fake Gallery.
Hun har også været med i The Tracy Morgan Show og i Ellen DeGeneres show, hvor hun sang en sang om mobning.